# Lisa Marie Presley
Lisa Marie Presley, född 1 februari 1968 i Memphis, Tennessee, död 12 januari 2023 i Calabasas, Los Angeles County, Kalifornien, var en amerikansk sångare och låtskrivare.
Lisa Marie Presley var dotter till Elvis Presley och Priscilla Presley, som efter sin skilsmässa hade gemensam vårdnad om dottern. Hon bodde hos fadern på Graceland natten då han dog. Ett av Elvis Presleys två jetplan var uppkallat efter henne.
Presley var gift första gången 1988–1994 med musikern Danny Keough, andra gången 1994–1996 med sångaren Michael Jackson, tredje gången 2002–2004 med skådespelaren Nicolas Cage och fjärde gången 2006–2021 med musikern och producenten Michael Lockwood. I första äktenskapet föddes barnen Riley och Benjamin (död 2020) och i fjärde äktenskapet tvillingflickorna Harper och Finley (2008).
Presleys sista offentliga framträdande var vid 80:e Golden Globe Awards, där hon deltog med sin mor den 10 januari 2023. Hon avled av hjärtstillestånd två dagar senare; under sjukhusfärd återstartades hjärtat men hon dog på sjukhuset. Presley är begravd på Graceland.

## Diskografi
Studioalbum
- 2003 – To Whom It May Concern
- 2005 – Now What
- 2012 – Storm & Grace

Singlar
- 2003 – "Lights Out"
- 2003 – "Sinking In"
- 2005 – "Dirty Laundry"
- 2005 – "Idiot"
- 2007 – "In the Ghetto" (med Elvis Presley)
- 2012 – "You Ain't Seen Nothing Yet"

## Galleri

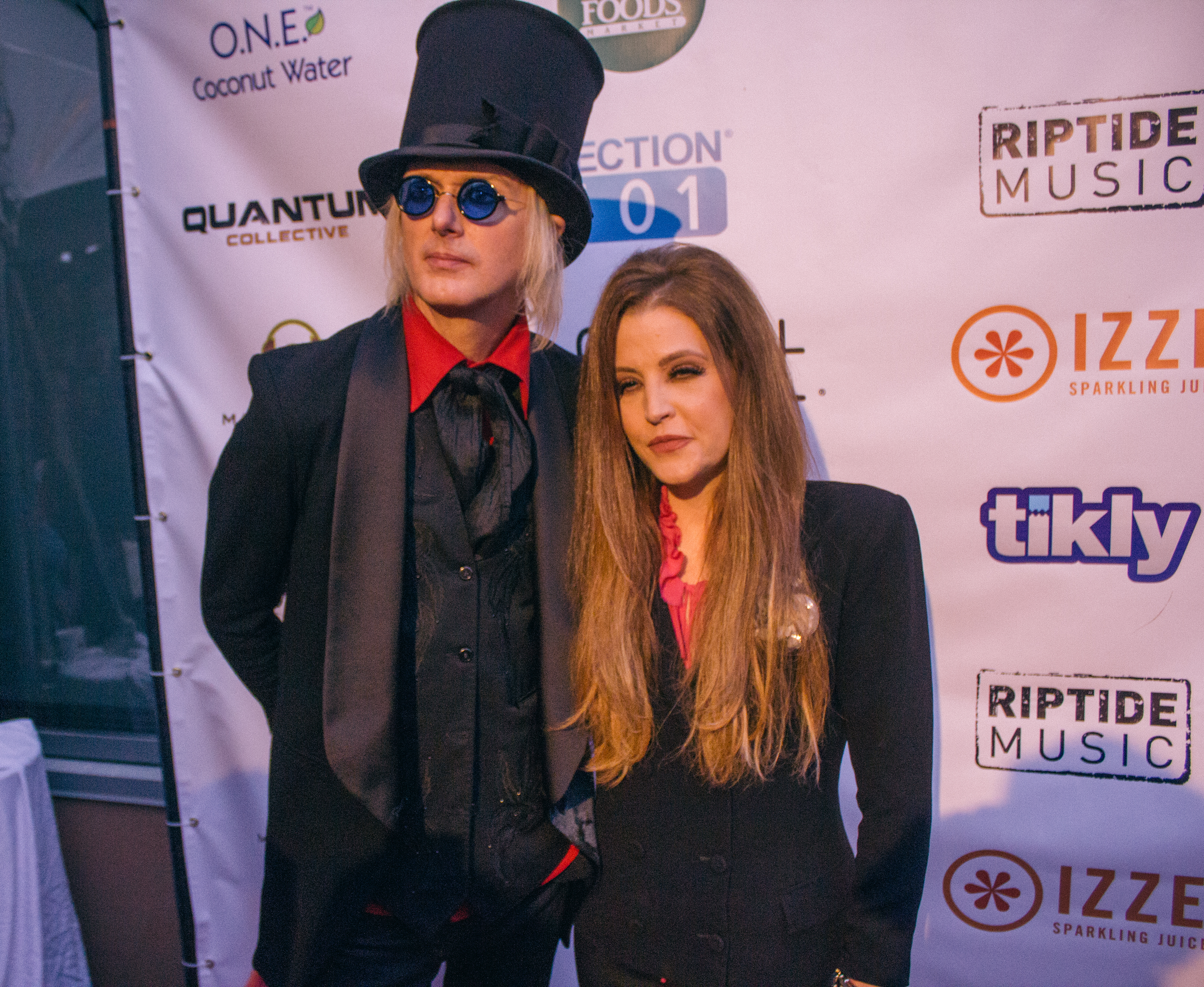
Lisa Marie Presley den 15 mars 2014.
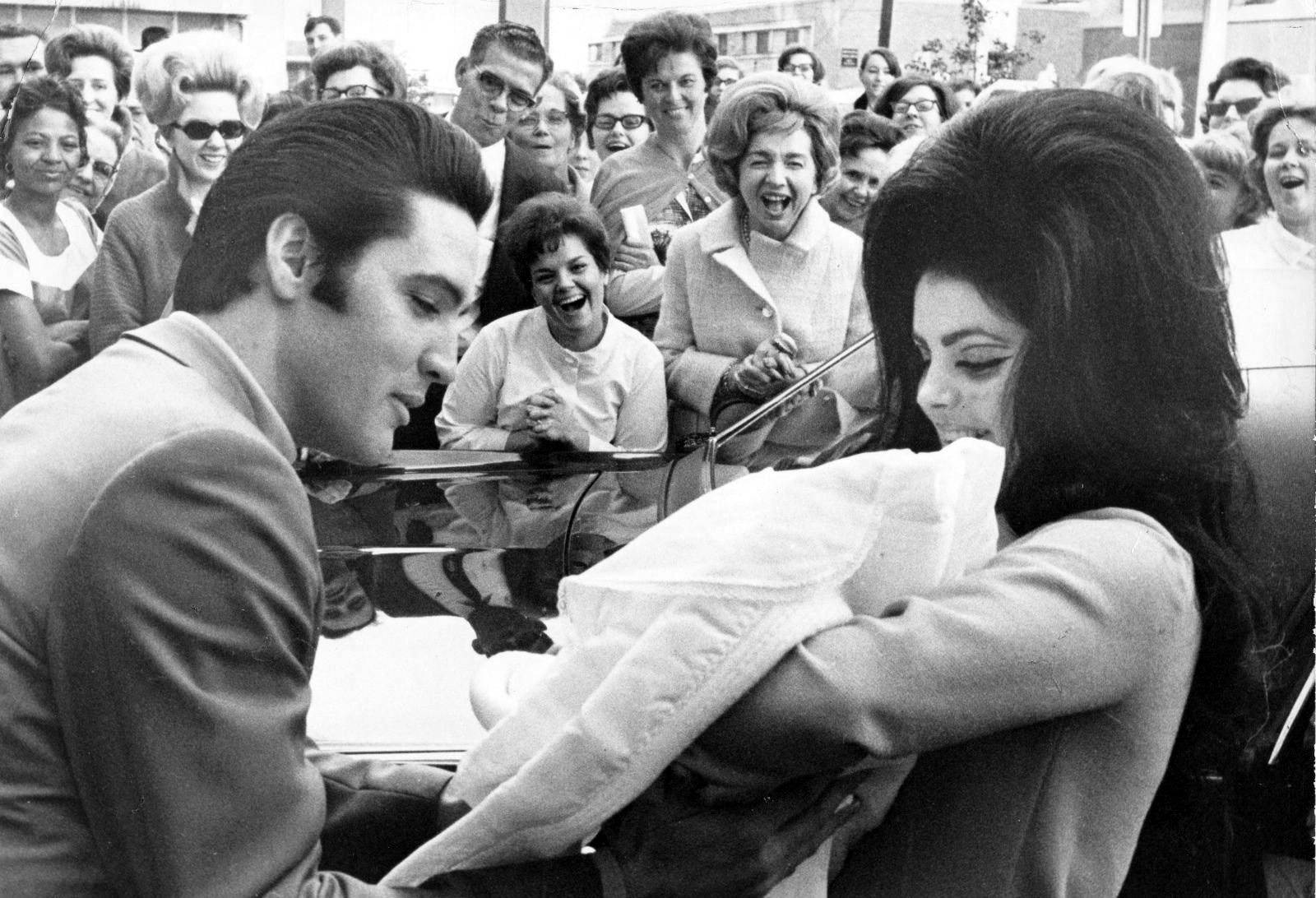
Elvis och Priscilla Presley med Lisa Marie i februari 1968.
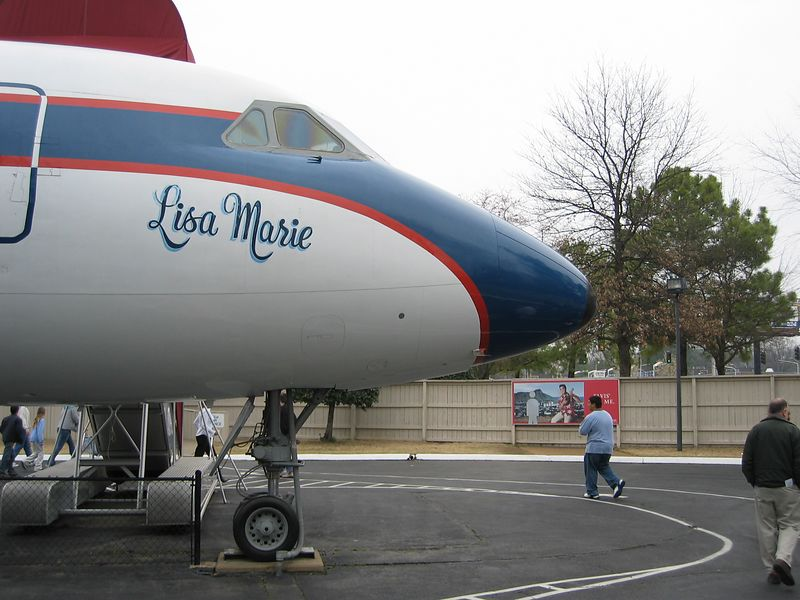
Elvis Presleys privatplan uppkallat efter dottern.